# Будинок купця Барака
Будинок купця Барака — споруда, котра була побудована у кінці 19 століття на перехресті вулиць Олександрівської та Соборної. Її побудував відомий проскурівський міщанин Соломон Барак. Будівля збереглась до наших часів і є складовою переліку архітектурних об'єктів, котрі охороняються, відповідно до рішення Хмельницької міської Ради народних депутатів від 20 квітня 1995 р. № 8. Будинок знаходиться за адресою вул. Проскурівська, 1.

## Історія

### Історія будівництва
Соломон Барак був відомим проскурівським міщанином. У 1880-х роках ним було організоване цілком успішне виробництво штучних мінеральних газованих вод. Такі напої у повсякденному житті, покупці звичайно називали «шипучками» і вони користувались великим попитом серед населення. Соломон Барак був одним із перших, хто вирішив налаштувати у місті виробництво таких напоїв Завдяки цій справі поступово збільшувався прибуток міщанина і він вирішив розпочати будівництво власного будинку у центральній частині міста на перехресті вулиці Олександрівської (зараз — Проскурівської) та Соборної. Перший власник будинку — Соломон Барак, був тим, хто вперше привіз до Проскурова спеціальний апарат, завдяки якому відбувалось газування рідини вуглекислотою. Цей пристрій називався сатуратором. Свою діяльність з виготовлення газованої води він розпочав неподалеку майбутнього будинку по Проскурівській, 1 — перше приміщення знаходилось на місці сучасного ТЦ «Дитячий світ» (його сучасна адреса Проскурівська 4/3)

### «Король мінеральних вод»
Після закінчення будівництва на першому поверсі будинку відкрився магазин, у якому почали продаватись прохолоджувальні напої та хлібобулочні вироби. В цій крамниці можна було також придбати тістечка кондитера Француа, котрий був досить відомою особою у Проскурові. На другому поверсі знаходились житлові приміщення, в частині яких проживали орендарі, а частину кімнат займала родина Соломона Барака. Підприємство, створене С.Бараком, виготовляло сельтерську і содову воду, а також був здійснений випуск напою за власним рецептом. Напій отримав назву «Король». Саме через виробництво цього напою, багато хто з сучасників С. Барака називали його «Королем мінеральних вод». По сусідству з магазином по вулиці Проскурівській,1, розміщувався магазин готових суконь, власником якого був Л.Розенбаум. Будинок купця Барака, побудований у кінці 19 сторіччя, відноситься до пам'яток архітектури Хмельницького. Підприємство «Короля мінеральних вод» успішно розвивалось поряд з промисловими організаціями. Історики зазначають, що у кінці 19 століття кількість підприємств, які б займались промисловістю у Проскурові, зросла майже у 10 разів. З часом, Соломоном Бараком було припинено виробництво «шипучки». Причин для цього було декілька. По-перше, у його власності був прибутковий будинок. А по-друге, у місті активно розвивалось виробництво штучних мінеральних вод інших виробників, тому така діяльність не була такою ж вигідною, як у кінці 19 століття. У 1903 році у невеликому Проскурові було цілих вісім заводів з виробництва «шипучки».. Проскурів того часу взагалі був відомий великою кількістю магазинів, які виробляли не лише штучні мінеральні води — на початку 20 століття велика кількість перших поверхів у центральній частині міста була відведена саме під різноманітні торговельні заклади.

### Будинок по Проскурівській, 1 у наші часи
На початку 21 століття У будинку розташовувались поштове відділення № 13, міський департамент житлово-комунального господарства і дитяче кафе «Тріумф». 28 вересня 2013 року за адресою вул. Проскурівська,1 було відкрито цифровий магазин «Технопростір».

## Архітектура
Будинок був побудований двоповерховим. У другій половині XX століття, добудували третій поверх. Після реставраційних робіт, будинок, хоча і залишив свої колишні риси, проте втратив оригінальне оформлення фасаду.